# Томаж Шаламун
Томаж Шаламун (словен. Tomaž Šalamun; *4 липня 1941, Загреб — †27 грудня 2014) — словенський поет, «генерал словенського авангардизму».

## Біографія
Ш. народився у Загребі, невдовзі родина переїхала до Любляни. Закінчив Люблянський університет за фахом історія мистецтв.
Перші віршовані твори опубліковано 1963 року в журналі «Перспективи», де Ш. працював редактором. Органам влади твори Ш. здалися ворожими, тож журнал закрили, а самого Ш. заарештували. Завдяки реакції громадськості та підтримці одного з відомих сербських поетів, Оскара Давича, через кілька днів його випустили.
Працював у Музеї сучасного мистецтва в Загребі, викладав у американських вишах. Протягом трьох років був словенським культурним аташе у Нью-Йорку. Член Словенської академії наук і мистецтв.
Останнім часом жив у Любляні.
Починаючи зі збірки віршів «Poker» (1966) Ш. посідає важливе місце в словенській літературі. Чи не найбільше з словенських письменників перекладався іншими мовами (лише англійською видано 10 книжок творів Ш.).

## Українські переклади
- Шаламун Т. Два вірші // ТекстOver. — 2015. — Ч. 2. — С. 63-64.